# دانشکده اقتصاد، علوم اجتماعی و سیاسی و ارتباطات
دانشکده اقتصاد (به لاتین: UCLouvain Faculty of Economic) یک دانشکده در بلژیک است.